# Partido Comunista da Coreia
O Partido Comunista da Coreia (em coreano:  조선공산당) foi um partido comunista que atuou na Península Coreana. Foi fundado durante uma reunião secreta em Seul em 17 de abril de 1925. A partir da Lei de Preservação da Paz, o Governador-Geral da Coreia baniu os partidos comunistas, o que forçou o partido a operar de maneira clandestina. Os líderes do partido eram Kim Yong-bom e Pak Hon-yong. No entanto, em novembro de 1925, vários líderes do partido foram presos durante uma festa de casamento, o que foi um duro golpe naquela pequena organização.

## História

### Primeiros anos
O partido passou a ser a seção coreana da Internacional Comunista durante o 6.º congresso da Internacional Comunista realizado entre agosto e setembro de 1928. Após alguns meses, no entanto, as rixas perpétuas entre facções rivais que atormentaram o partido desde sua fundação levaram a Internacional a dissolver o Partido Comunista da Coreia em dezembro do mesmo ano.
No entanto, o partido continuou a existir através de várias células espalhadas pela península. Alguns comunistas, como Kim Il-sung, foram para o exílio na China, onde ingressaram no Partido Comunista da China. No início da década de 1930, os comunistas coreanos e chineses deram início a atividades de guerrilha contra as forças japonesas ocupantes.

### Segunda Guerra Mundial
Após a libertação em 1945, a situação dos comunistas coreanos mudou consideravelmente. O país estava dividido em zonas de ocupação dos Estados Unidos e da União Soviética, e as condições de trabalho do partido eram muito distintas nas duas zonas.
No Sul, o líder do partido, Pak Hon-yong, que havia lutado na resistência contra o Japão, tornou-se bastante ativo em Seul após a cidade ser liberta em 1945. Ele reorganizou um Comitê Central, onde se tornou Secretário. Por estar baseado em Seul, Pak tinha contato limitado com as forças de ocupação soviéticas no Norte.
O Exército Vermelho soviético libertou o norte da Coreia em agosto de 1945. A maioria dos membros do Partido Comunista da Coreia estava no Sul e havia poucos quadros revolucionários no Norte. Desse modo, os soviéticos começaram a depender principalmente de comunistas exilados que retornaram à Coreia ao final da Segunda Guerra Mundial, bem como de coreanos étnicos que faziam parte da grande comunidade coreana na URSS e, portanto, de cidadãos soviéticos.
Kim Il-sung tornou-se uma figura proeminente do partido nas áreas do Norte. Após seus anos como líder guerrilheiro, Kim Il-sung mudou-se para a União Soviética (onde os historiadores acreditam que seu filho Kim Jong-il nasceu em 1941) e se tornou capitão do Exército Vermelho. Seu batalhão chegou a Pyongyang no momento em que os soviéticos procuravam uma pessoa adequada que pudesse assumir um papel de liderança na Coreia do Norte.
Em 13 de outubro de 1945, o Birô da Coreia do Norte do Partido Comunista da Coreia foi estabelecido. Embora estivesse tecnicamente sob o controle da liderança do partido baseada em Seul, o Bureau norte-coreano teve pouco contato com Seul e trabalhou em estreita colaboração com a Administração Civil Soviética. O primeiro presidente do Bureau foi Kim Yong-bom, enviado à Coreia pelo Internacional Comunista na década de 1930 para conduzir atividades revolucionárias clandestinas. Kim Il-sung já era membro do Bureau em sua fundação e substituiu Kim Yong-bom como presidente em dezembro de 1945.
Por outro lado, historiadores oficiais norte-coreanos contestaram essa versão, sustentando que Kim Il-sung já era o presidente desde o início do Bureau. Além disso, fontes oficiais norte-coreanas afirmam que a reunião inaugural foi realizada em 10 de outubro. O dia 10 de outubro é considerado o 'Dia da Fundação do Partido' na Coreia do Norte, onde Kim Il-sung formou o primeiro partido marxista-leninista genuíno do país. Os historiadores oficiais norte-coreanos procuram minimizar o papel dos primeiros líderes comunistas como Pak Hon-yong. Fontes oficiais norte-coreanas afirmam que o nome do Bureau foi alterado para 'Comitê Organizacional do Partido Comunista da Coreia do Norte' (muitas vezes referido simplesmente como 'Partido Comunista da Coreia do Norte').
Em 22 de julho de 1946, o Bureau da Coreia do Norte juntou-se ao Novo Partido Popular da Coreia, ao Partido Democrático e ao Partido Chondoista Chongu (apoiadores de um movimento religioso influente na região) para formar a Frente Democrática Unida da Pátria Norte-Coreana.
Em 29 de julho de 1946, o Novo Partido Popular e o Bureau da Coreia do Norte realizaram uma sessão plenária conjunta dos Comitês Centrais de ambos os partidos e concordaram em se fundir em uma única entidade. Uma conferência de fundação do Partido dos Trabalhadores da Coreia do Norte foi realizada de 28 a 30 de agosto.
O restante do partido, ainda atuando nas áreas do Sul, trabalhava com o nome de Partido Comunista da Coreia do Sul. O partido se fundiu com os membros do Novo Partido do Povo que atuavam no Sul e com uma facção do Partido do Povo da Coreia (os chamados "quarenta guerreiros"), fundando assim o Partido dos Trabalhadores da Coreia do Sul em 23 de novembro de 1946.